# Ronan Gustin
Ronan Gustin (Digione, 17 agosto 1987) è uno schermidore francese, specialista della spada.

## Palmarès
In carriera ha conseguito i seguenti risultati:
- Mondiali

Catania 2011: oro nella spada a squadre.
Lipsia 2017: oro nella spada a squadre.
Budapest 2019: oro nella spada a squadre.
- Europei

Sheffield 2011: oro nella spada a squadre.
Montreux 2015: oro nella spada a squadre.
Novi Sad 2018: argento nella spada a squadre.